# Ján Švehlík
Ján Švehlík (n. el 17 de enero de 1950) es un exfutbolista y entrenador eslovaco. Jugó como delantero, principalmente en el ŠK Slovan Bratislava, del que posteriormente sería entrenador en varias ocasiones. Fue internacional con la selección de Checoslovaquia, con quien se proclamó campeón de la Eurocopa 1976.

## Selección nacional
Švehlík disputó 17 partidos con el equipo nacional de fútbol de Checoslovaquia. Participó en el Campeonato de Europa de la UEFA de 1976, del que salió ganador Checoslovaquia. Marcó un importante primer gol en la final contra Alemania Federal.